# Sibir' Novosibirsk
Il Sibir' Novosibirsk (russo: Сибирь Новосибирск) è una squadra di hockey su ghiaccio russa, con sede nella città siberiana di Novosibirsk. Fu fondata nel 1962 e milita nel massimo campionato europeo, la Kontinental Hockey League. 

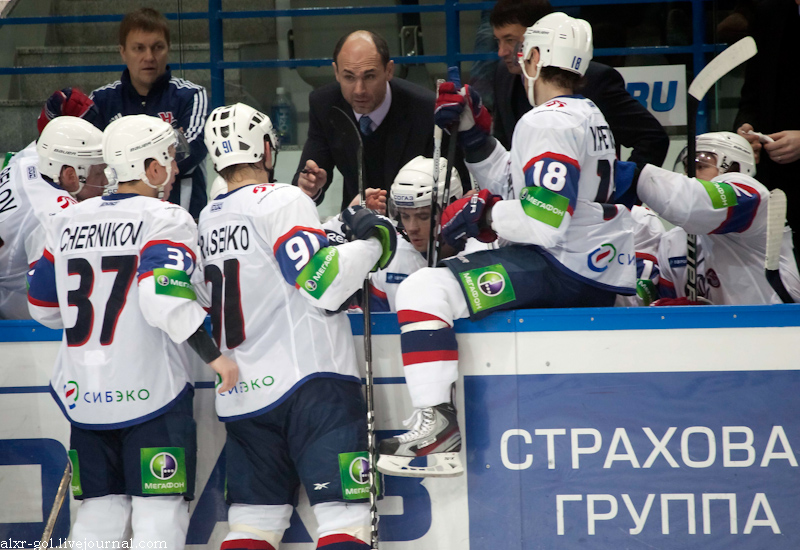
Panchina del Sibir' Novosibirsk in un match giocato contro l'Amur Chabarovsk

## Storia
Il club fu fondato grazie allo scrittore Ivan Ivanovič Tsiba che fece conoscere l'hockey su ghiaccio agli appassionati di bandy della città. Nel corso della loro storia hanno vinto nel 2002 un'edizione della Vysšaja Liga.

## Palmarès

### Competizioni nazionali
- Vysšaja Liga: 1

2001-02
- Divizion Černyšëva: 4

2014-2015